# Đảng Ummat
Đảng Ummat (tiếng Indonesia: Partai Ummat) là một đảng chính trị của Indonesia. Việc thành lập đảng được thông báo vào ngày 1 tháng 10 năm 2020 và tuyên bố vào ngày 29 tháng 4 năm 2021.
Đảng được thành lập bởi cựu Chủ tịch Ban Cố vấn của Đảng Ủy nhiệm Dân tộc, Amien Rais. Amien, một người theo chủ nghĩa hiện đại Hồi giáo chuyển sang bảo thủ Hồi giáo, trở thành Chủ tịch sau sự rạn nứt nội bộ trong đảng về việc ủng hộ chính quyền của Joko Widodo.